# Домингес, Аролдо
Аролдо Перейра Домингес (порт. Haroldo Pereira Domingues; 18 марта 1897, Рио-де-Жанейро — неизвестно) — бразильский футболист, нападающий.

## Карьера
Аролдо Домингес начал свою карьеру в 1913 году в клубе «Америка» из родного города Рио-де-Жанейро и в первый же год выиграл с командой чемпионат штата. Через год команда заняла второе место, пропустив вперёд «Фламенго». В 1915 году клуб занял третье место, а Аролдо занял второе место в списке бомбардиров с 14-ю голами. Через год Аролдо забил только 1 гол, но это не помешало «Америке» выиграть титул чемпиона штата Рио.
В 1917 году Домингес перешёл в «Сантос», в котором провёл 5 сезонов, прежде чем завершил свою карьеру в 1922 году.
С 1917 по 1919 год Аролдо выступал за сборную Бразилии, за которую провёл 4 игры и забил 6 голов, два из них в двух матчах на чемпионате Южной Америки 1919 года, где он являлся играющим тренером сборной команды.

## Достижения
- Чемпион штата Рио-де-Жанейро: 1913, 1916
- Чемпион Южной Америки: 1919